# نبرد سایپن
نبرد سایپن یک نبرد از سری نبردهای اقیانوس آرام در جنگ جهانی دوم بود که در جزیره سایپن از جزایر ماریانا نبرد سایپان نبردی بود در جنگ جهانی دوم در اقیانوس آرام که از 15 ژوئن تا 9 ژوئیه 1944 در جزیره سایپان در جزایر ماریانا و به عنوان بخشی از عملیات علوفه گیر رخ داد. از آن به عنوان "روز D اقیانوس آرام" یاد می شود و با ترک ناوگانی تهاجمی از پرل هاربر در روز 5 ژوئن 1944 و یک روز قبل از شروع عملیات Overlord در اروپا آغاز شد.